# Reichenbach im Kandertal
Reichenbach im Kandertal (do 1957 Reichenbach bei Frutigen) – gmina (niem. Einwohnergemeinde) w Szwajcarii, w kantonie Berno, w regionie administracyjnym Oberland, w okręgu Frutigen-Niedersimmental.

## Demografia
W Reichenbach im Kandertal mieszka 3 638 osób. W 2020 roku 4,9% populacji gminy stanowiły osoby urodzone poza Szwajcarią.

## Transport
Przez teren gminy przebiega droga główna nr 223. Znajduje się tutaj również lotnisko Reichenbach. 